# Barquisimeto
Barquisimeto (plným jménem Nueva Segovia de Barquisimeto) je město ve Venezuele, hlavní město spolkového státu Lara. Leží ve vnitrozemí, 351 km západně od hlavního města Caracas. Žije zde 1,25 milionu obyvatel (2011) a je tak čtvrtým největším městem země (po Caracasu, Maracaibu a Valencii); celá aglomerace čítá 2,0 milionu obyvatel.

## Historie a geografie
Město založil Španěl Juan de Villegas v roce 1552. Leží zhruba ve výšce 564 m nad mořem a 351 km západně od hlavního města Caracasu. Na jeho jižním okraji teče řeka Turbio. V blízkosti města se nacházejí rozsáhlé plantáže cukrové třtiny.

## Klima
Na jih od města se nacházejí hory, které patří do Andského pohoří a příznivě ovlivňují klima ve městě a okolí. Průměrná denní teplota je kolem 29 °C, noční teplota kolem 16 °C. Výkyvy teplot v průběhu roku jsou malé.

## Významné osobnosti města
Významnou osobností města Barquisimeto byl venezuelský bojovník za osvobození od španělské nadvlády Jacinto Lara (1777-1859). Zúčastnil se mj. vojenského tažení Simóna Bolívara v roce 1813. Je po něm pojmenováno mezinárodní letiště v Barquisimetu (Jacinto Lara International Airport).

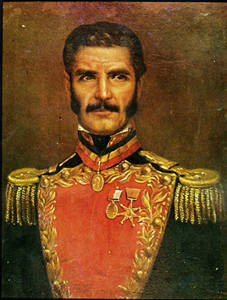
Jacinto Lara

K významným rodákům města v současnosti patří dirigent Gustavo Dudamel, který působí jako šéf symfonického orchestru Los Angeles Philharmonic ve Spojených státech. Zároveň řídí jako host významné orchestry po celém světě, například byl dirigentem novoročního koncertu Vídeňských filharmoniků roku 2017.

## Galerie

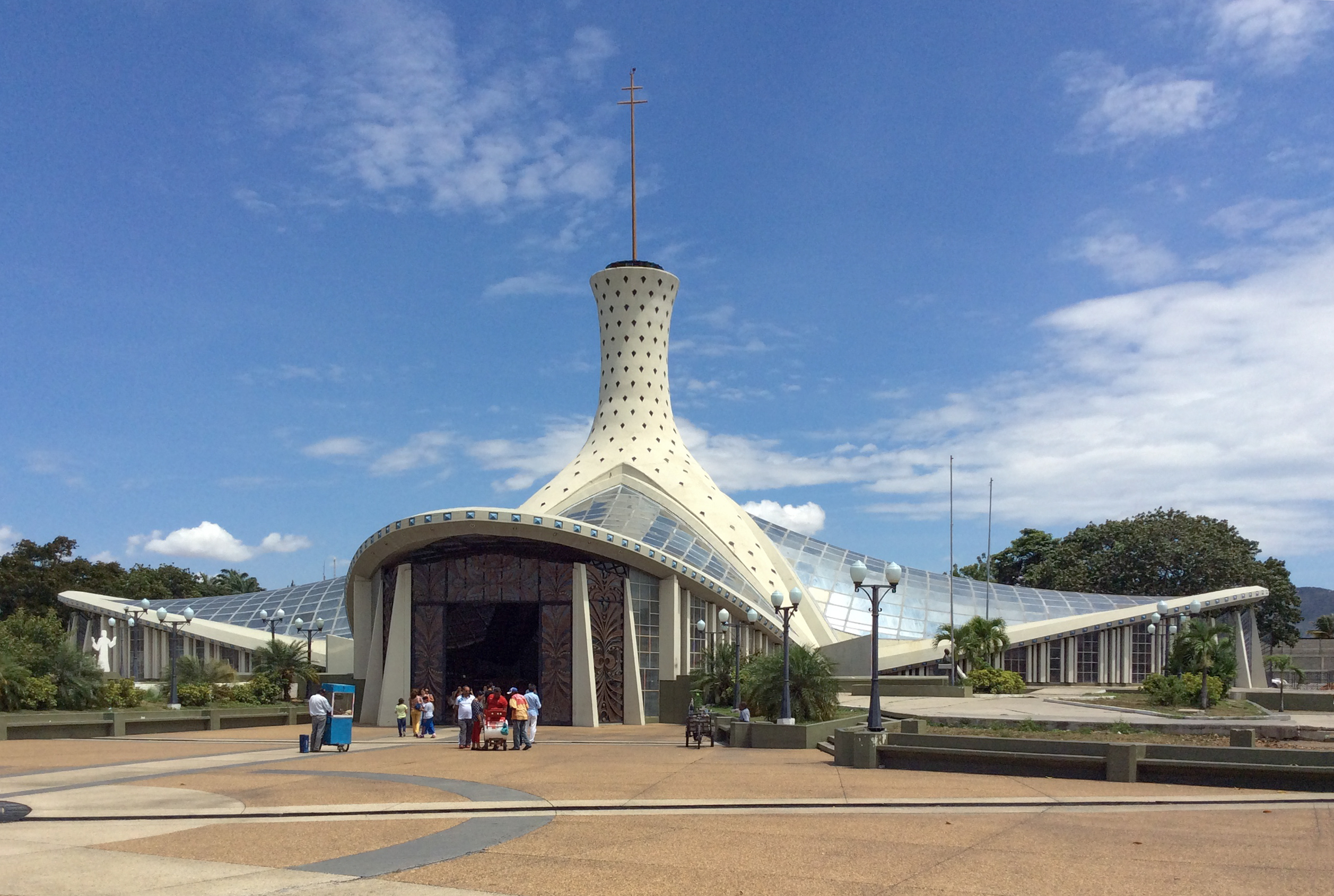
Katedrála v Barquisimetu
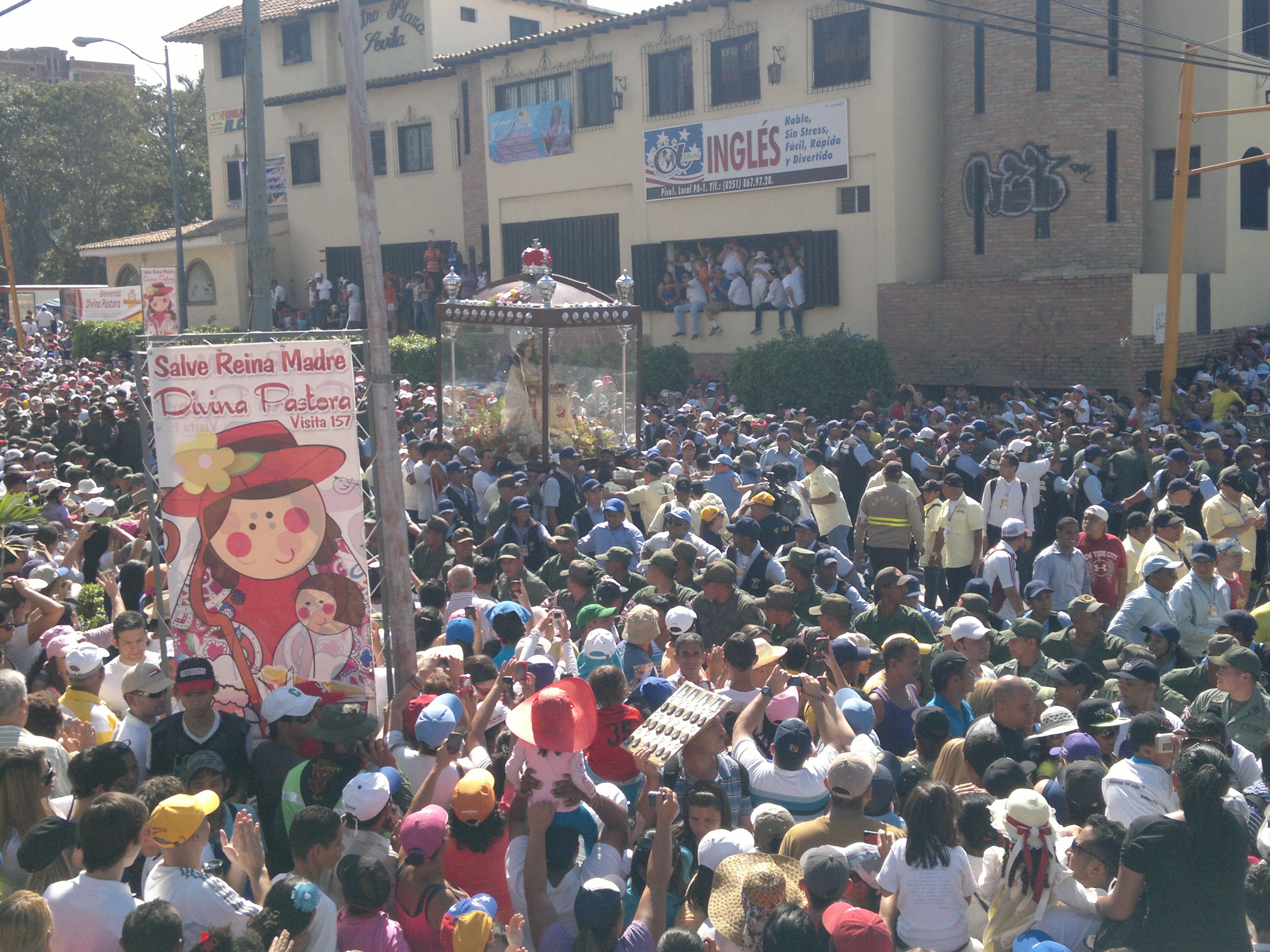
Každoroční pouť k místní soše Panny Marie Divina Pastora (2013)
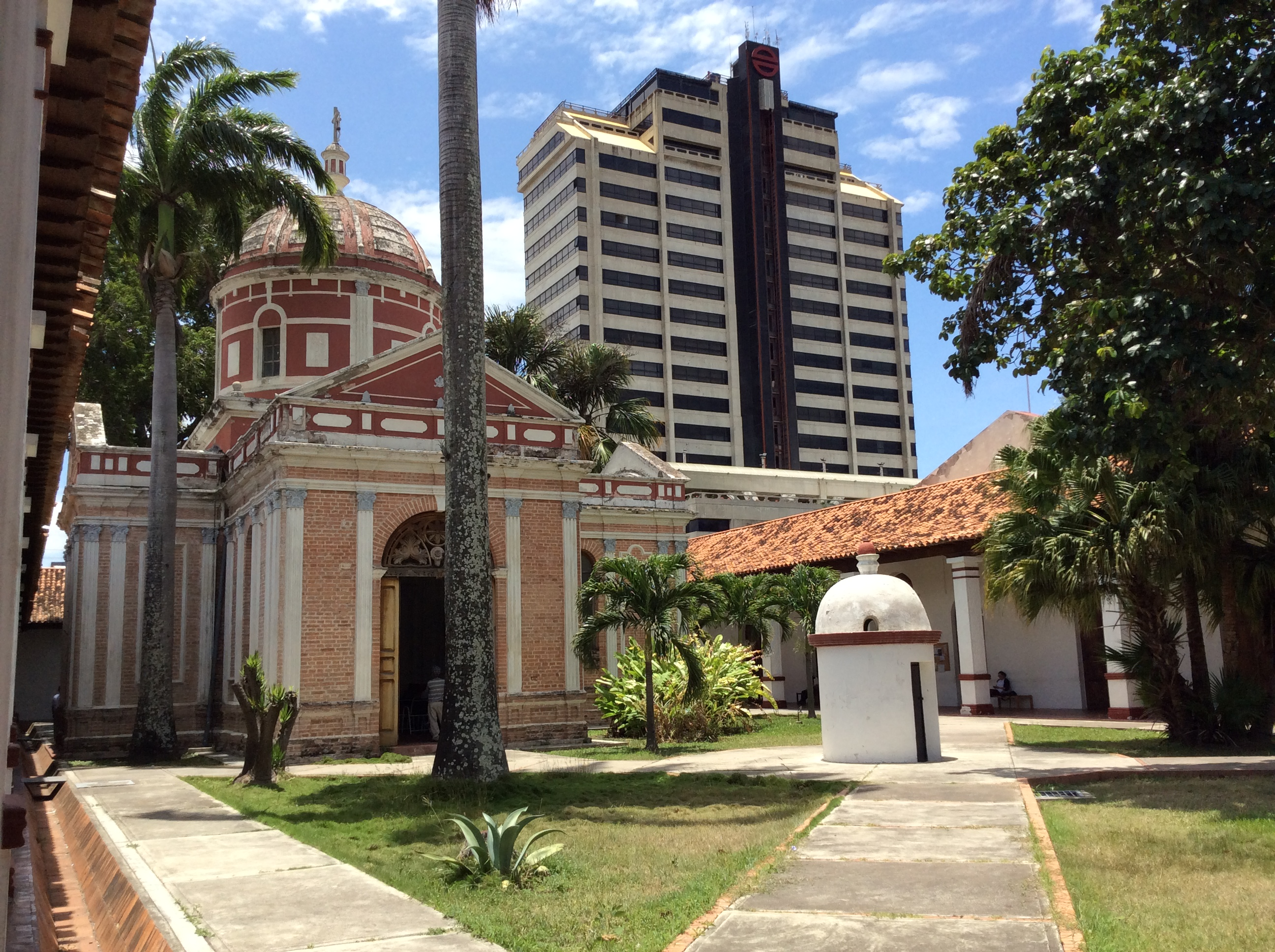
Kaple San Miguel
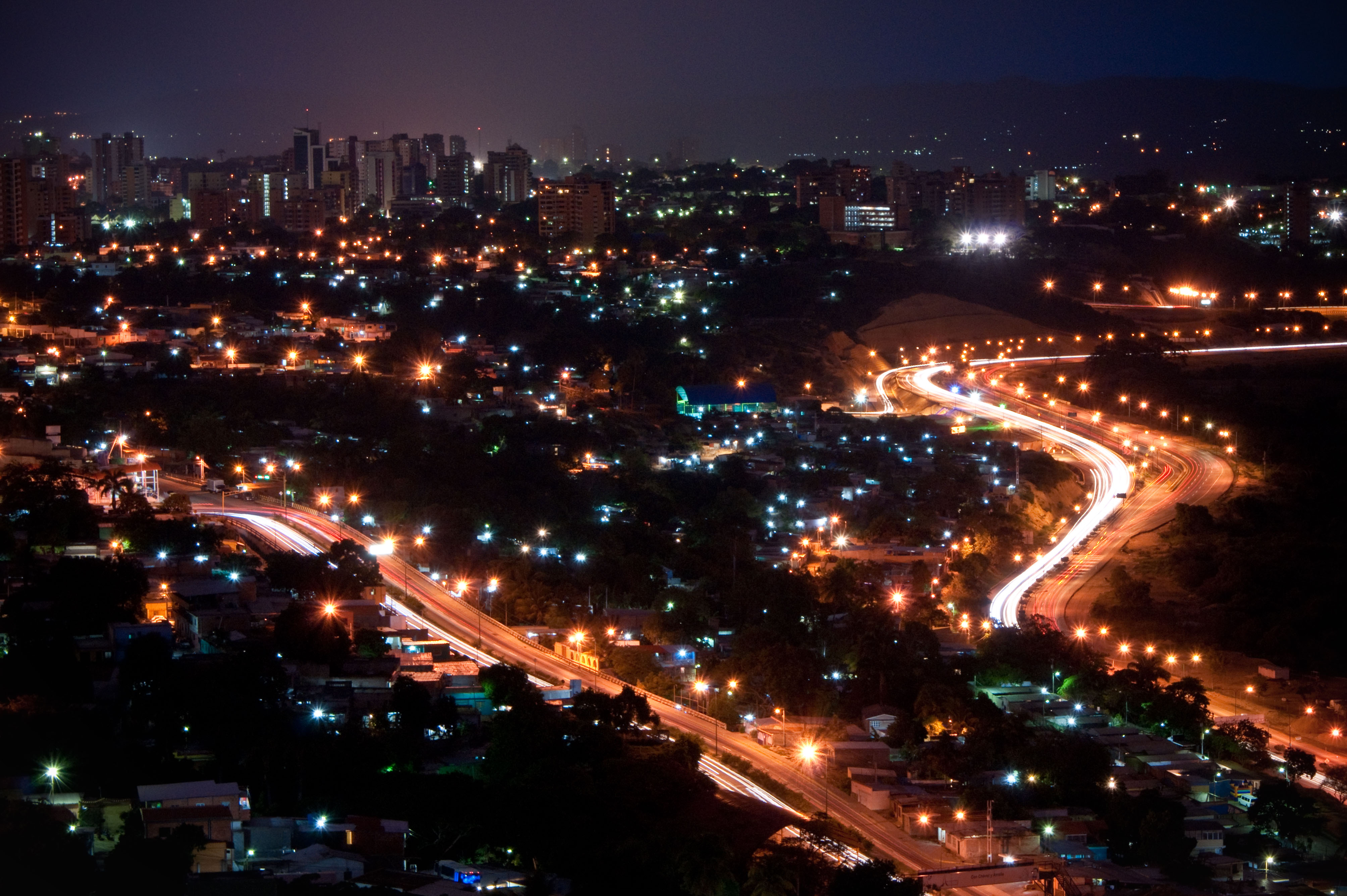
Noční Barquisimeto, 2010